# Dropkick
Dropkick（ドロップキック）は、日本のプロレス、格闘技の専門雑誌。

## 概要
元kamiproのスタッフが集結し、晋遊舎から2011年7月29日に創刊された雑誌。kamiproを踏襲した内容となっている。2011年10月20日に第2号が発売された。
書名候補の一つであった「人間風車」は初期の公式サイト名として使用された。また、デザインはVol.9まで「人間風車デザイン部」が担当する。
kamipro編集長だったジャン斎藤と編集部員だった堀江ガンツほか、デザインを担当していたツースリーなど旧kamiproスタッフによって「Dropkick Vol.3」まで制作されたが、同じkamiproの流れを汲むKAMINOGE創刊も手伝い、以降フリーライターを多数起用するスタイルにシフトしている。kamiproで連載されていた玉袋筋太郎による変態座談会企画もVol.3まではDropkickに掲載され、その後KAMINOGEへ再移籍をした。
2012年10月以降は公式サイトをウェブマガジン化。2013年3月18日発売のDropkick Vol.9を刊行後は、有料ウェブマガジンならではの、よりコアなプロレス・格闘技コンテンツとして制作される。

## 参加ライター
- 丸井タカオ
- 佐瀬順一（セコンドワークス）
- 大坪ケムタ
- 速水健朗
- 水道橋博士
- 小島和宏
- 高崎計三
- 松下ミワ
- 笹原圭一
- 橋本宗洋
- 大沢ケンジ
- 二階堂綾乃
- 高橋ターヤン（映画秘宝）
- 高橋テツヤ（Omasuki Fight）
- 菊地成孔
- てれびのスキマ
- カクトウログ
- 漁師JJ（多重ロマンチック）
- 平野啓一郎
- 榎本喜一

## 表紙

### Dropkick
- Dropkick 五味隆典【俺たちの五味が帰ってきたぜ!】（2011年7月29日発売）
- Dropkick vol.2 田村潔司【幻想と真剣勝負してください!】（2011年10月20日発売）
- Dropkick Vol.3 ブロック・レスナー【UFC日本上陸、迫る!日本丸飲み!!】（2011年12月15日発売）
- Dropkick Vol.4 RENA【春の格闘技、キメた】（2012年2月17日発売）
- Dropkick Vol.5 ヒョードル【ガチ相撲、ごっつあんです!!】（2012年4月17日発売)
- Dropkick Vol.6 山本KID徳郁×五味隆典【キッズ・リターン!!】（2012年6月16日発売）
- Dropkick Vol.7 オカダ・カズチカ【クライマックスはこれからだ!!】（2012年8月27日発売）
- Dropkick Vol.8 藤田和之【大晦日イッテンヨン】（11月15日）
- Dropkick Dynamite! 愛川ゆず季【ゆずポン、すっぽんぽん】（2012年12月18日発売、女子レスラー、格闘家を特集）
- Dropkick Vol.9 ヴァンダレイ・シウバ【誇り炸裂!!ダン、ダン、ダダン!!】（2013年3月18日発売）

### マット界 噂の三面記事
プロレス格闘技界の光と影を探る「底が丸見えの底なし沼」ムック。増刊的扱い。
- マット界 噂の三面記事 師岡とおる（イラスト） 【嗚呼、K-1帝国落日の裏側 長州力が味わった地獄のど真ん中】
- マット界 噂の三面記事 vol.2 石田光洋、川尻達也 【ジャパニーズMMAの光と影を完全総括】

## 参照
- プロレス&格闘技専門誌『Dropkick』登場!